# Domatore

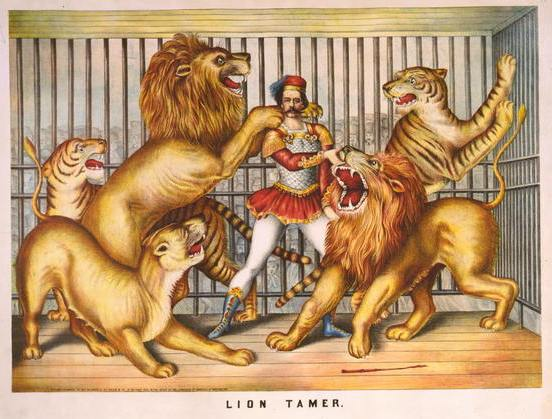
Illustrazione di un domatore di belve feroci

Il domatore è una persona che addomestica gli animali, tipicamente in un circo con le belve feroci come tigri e leoni.
Tra i domatori famosi si possono citare:
- George Wombwell (1777–1850), fondatore del Wombwell's Traveling Menagerie, che domò diversi animali, tra cui il primo leone allevato in cattività in Gran Bretagna. Venne sepolto all'Highgate Cemetery, sotto una statua del suo leone Nero.
- Isaac A. Van Amburgh (1811–1865), domatore statunitense che sviluppò il primo spettacolo di animali selvaggi dei tempi moderni; era famoso per i suoi atti di coraggio, come mettere la testa dentro le fauci di un gatto selvatico, e divenne noto come "The Lion King".
- Pezon, tutta la dinasta Pezon di domatori e ammaestratori, celebre famiglia circense francese attiva dall'inizio dell'Ottocento fino alla metà del Novecento.
- Darix Togni (1922-1976), domatore italiano del Circo Togni.
- Tamara Buslaeva (XX secolo-XX secolo), domatrice di felini russa, che lavorò per il Circo Nikulin.[2]